# Самотній тигр
Самотній тигр (англ. Lone Tiger) — американський бойовик 1996 року.

## Сюжет
Коли головному герою було 10 років, його батька вбили в «бійці до смерті», хоча тато переміг. Йому заплатили за програш. Пройшли роки, і хлопчик став видатним бійцем, який вирішив помститися вбивцям. Для цього він відправляється в Лас-Вегас, де після ряду пригод і бійок виходить на все тих же організаторів підпільних боїв. У сні його переслідувало татуювання кобри, яке він упізнає на головному тренері Кінзі у фінальному поєдинку. А стояв за всім цим лиходій Росснер.

## У ролях
- Брюс Лок — Чюджі Куренай
- Річард Лінч — Брюс Росснер
- Роберт З'Дар — тренер Кінг
- Барбара Нівен — Джейн Костелло
- Маттіас Хьюз — Темний Тигр
- Тімоті Боттомс — Маркус
- Стоуні Джексон — Фурі
- Джон Стюарт — бос Гор
- Ріо Гото — молодий Куренай
- Тора Кадзама — Ічіджоу
- Лінді Флешер — Ріфта
- Грег Парамо — Чіко
- Максіміліан А. Мастранджело — Ел Пі
- Джордж Мартін — Флеш
- Боб Беленс — Джиммі
- Келлі Стіл — Сенді
- Колін Бак Рендолл — Разор
- Аллен Вудс — Ніж
- Брет Девідсон — Edge
- Д.Дж. Беленс — секретар Росснера
- Іріс Хемптон — Марсі
- Білл Андерсон — містер Мексика
- Волс Майклс — Лось
- Вільям ДеАнджело — Кінь
- Дін Ларосса — Великий Бам
- Марк Нерін — Самсон
- Біллі Рей Орм — Туз
- Гарі Кі — Турбо
- Боббі Бредлі мол. — Пірат
- Ерік Беттс — Креш
- Рік Кахана — Грім
- Скотт Л. Шварц — Сонік Бум
- Крейг Говард — охоронець
- Ларрі Стівенс — Садао Куренай
- Джесс Ернандез — рефері
- Такаші Кізумі — найманий вбивця 1
- Яков Бреслер — найманий вбивця 2
- Дейзі Томпсон — повія 1
- Хіррелі Й. Мін — повія 2
- Тоні Пеззелла — Дракон 1
- Джан Гото — хуліган 1
- Пітер Лім — хуліган 2
- Енді Кім — хуліган 3
- Донна Беренс — байкерша
- Чарлі Моран — байкерша
- Мед Майк — байкер
- Джеронімо — байкер
- Доктор Смерть — байкер
- Рев Білл — байкер
- Джессі Ернандес — рефері
- Майк Майклс — Едді Вольф